# Almir Buhic
Almir Buhic, född 9 mars 1975, är en bosnisk-svensk före detta fotbollsspelare och tränare.

## Karriär
Buhic gjorde 1996 två inhopp i Allsvenskan för Örebro SK. Debuten kom den 3 oktober 1996 i en 1–3 bortavinst över IFK Norrköping. Han har därefter spelat för IFK Malmö, IFK Trelleborg och IFK Ölme. Under 2006 spelade han för norska division 2-klubben Brumunddal, där han gjorde åtta mål.
Efter säsongen 2008 avslutade han sin karriär som fotbollsspelare och blev assisterande tränare för IF Limhamn Bunkeflo. Efter fem säsonger som assisterande tränare blev Buhic klar som huvudtränare inför säsongen 2014. Sommaren 2014 tog Buhic över som huvudtränare för Malmö City FC. 2015 var han även tränare för klubben. Till säsongen 2016 förnya kontraktet som tränare för klubben.
Efter säsongen 2016 lämnade Buhic sitt uppdrag i Malmö City FC och blev istället klar som assisterande tränare i division 1-klubben FC Rosengård. Den 29 juni 2017 blev Buhic klar som huvudtränare för division 1-klubben Prespa Birlik. Efter säsongen 2017 lämnade han klubben.